# Nicola Pietrangeli
Nicola Nicky Pietrangeli (ur. 11 września 1933 w Tunisie) – włoski tenisista, zwycięzca French Championships w grze pojedynczej, podwójnej i mieszanej, reprezentant kraju w Pucharze Davisa.

## Kariera tenisowa
W swojej karierze Pietrangeli cztery razy dochodził do singlowych finałów na kortach French Championships, z czego dwa razy osiągał ostateczny triumf. Wygrywał edycje z sezonów 1959 i 1960. Dwukrotnie przegrywał w finale, za każdym razem z Manuelem Santaną, w 1961 i 1964. Podczas zawodów w 1959 zwyciężył także w grze podwójnej wspólnie z Orlandem Sirolą. Para Pietrangeli–Sirola była także w finale w 1955. Pietrangeli zdobył także tytuł w konkurencji gry mieszanej w 1958 partnerując Shirley Bloomer.
Tenisista włoski startował także z sukcesami na Wimbledonie, zostając finalistą debla w 1956 razem z Orlandem Sirolą.
W latach 1954–1972 reprezentował Włochy w Pucharze Davisa. Nie wygrał trofeum jako tenisista, jednak był finalistą zawodów w latach 1960 i 1961, gdy Włosi przegrywali z Australią. Pietrangeli zagrał w Pucharze Davisa w 164 meczach odnosząc 120 zwycięstw. W 1976, już jako kapitan, doprowadził Włochy do pierwszego w historii tytułu w turnieju.
W 1986 roku uhonorowany został miejscem w Międzynarodowej Tenisowej Galerii Sławy.

### Finały w turniejach wielkoszlemowych

#### Gra pojedyncza (2–2)
| Końcowy wynik | Nr | Data | Turniej                     | Nawierzchnia | Przeciwnik     | Wynik finału            |
| ------------- | -- | ---- | --------------------------- | ------------ | -------------- | ----------------------- |
| Zwycięzca     | 1. | 1959 | French Championships, Paryż | Ceglana      | Ian Vermaak    | 3:6, 6:3, 6:4, 6:1      |
| Zwycięzca     | 2. | 1960 | French Championships, Paryż | Ceglana      | Luis Ayala     | 3:6, 6:3, 6:4, 4:6, 6:3 |
| Finalista     | 1. | 1961 | French Championships, Paryż | Ceglana      | Manuel Santana | 6:4, 1:6, 6:3, 0:6, 2:6 |
| Finalista     | 2. | 1964 | French Championships, Paryż | Ceglana      | Manuel Santana | 3:6, 1:6, 6:4, 5:7      |

#### Gra podwójna (1–2)
| Końcowy wynik | Nr | Data | Turniej                     | Nawierzchnia | Partner        | Przeciwnicy              | Wynik finału       |
| ------------- | -- | ---- | --------------------------- | ------------ | -------------- | ------------------------ | ------------------ |
| Finalista     | 1. | 1955 | French Championships, Paryż | Ceglana      | Orlando Sirola | Vic Seixas Tony Trabert  | 1:6, 6:4, 2:6, 4:6 |
| Finalista     | 2. | 1956 | Wimbledon, Londyn           | Trawiasta    | Orlando Sirola | Lew Hoad Ken Rosewall    | 5:7, 2:6, 1:6      |
| Zwycięzca     | 1. | 1959 | French Championships, Paryż | Ceglana      | Orlando Sirola | Roy Emerson Neale Fraser | 6:3, 6:2, 14:12    |

#### Gra podwójna (1–0)
| Końcowy wynik | Nr | Data | Turniej                     | Nawierzchnia | Partnerka       | Przeciwnicy                  | Wynik finału |
| ------------- | -- | ---- | --------------------------- | ------------ | --------------- | ---------------------------- | ------------ |
| Zwycięzca     | 1. | 1958 | French Championships, Paryż | Ceglana      | Shirley Bloomer | Lorraine Coghlan Robert Howe | 8:6, 6:2     |